# Hurtove, Kameanka-Dniprovska
Hurtove (în ucraineană Гуртове) este un sat în comuna Novodniprovka din raionul Kameanka-Dniprovska, regiunea Zaporijjea, Ucraina.

## Demografie
Componența lingvistică a localității Hurtove
     Ucraineană (94,81%)
     Rusă (5,19%)
Conform recensământului din 2001, majoritatea populației localității Hurtove era vorbitoare de ucraineană (94,81%), existând în minoritate și vorbitori de rusă (5,19%).